# Obosom
Obosom – u Akanów androgyniczne lub różnopłciowe bóstwa planetarne uosabiające męski lub żeński pierwiastek natury. U czcicieli Księżyca uosabia boginię patronkę klanu.